# Apolobamba pulchra
Apolobamba pulchra är en insektsart som beskrevs av Bruner, L. 1913. Apolobamba pulchra ingår i släktet Apolobamba och familjen gräshoppor. Inga underarter finns listade i Catalogue of Life.